# Féri Farzaneh
 (juillet 2022).
Si vous disposez d'ouvrages ou d'articles de référence ou si vous connaissez des sites web de qualité traitant du thème abordé ici, merci de compléter l'article en donnant les références utiles à sa vérifiabilité et en les liant à la section « Notes et références ».
Maxime Féri Farzaneh, né à Shemiran (Téhéran) le 2 juillet 1929 et mort à Cannes le 19 juillet 2022,, est un écrivain et cinéaste franco-iranien. Il a signé ses écrits M.F.Farzaneh et ses films Féri Farzaneh.

## Biographie
Entré à six ans comme élève dans l’unique école mixte de Téhéran, il poursuivra ses études secondaires au lycée Tamadon où l’inscrit son père, toujours soucieux de la qualité et de l’ouverture de son éducation ; en effet, dans cet établissement cosmopolite, situé dans le quartier des Ambassades, les enfants de réfugiés russes, polonais, tchèques, roumains, côtoyaient en toute camaraderie les Iraniens – chiites, assyriens, juifs et arméniens – qui formaient naturellement la majorité des élèves.  
Le directeur, M. Salek, un fervent partisan de la modernité, avait choisi les professeurs en dehors des enseignants du Ministère de l’Éducation. Par exemple,
le professeur de français était arrivé, en pleine guerre, de Paris via l’Algérie. Toujours très élégant, il ne parlait qu’en français ; de sorte que pendant longtemps les élèves ignorèrent qu’il était iranien ! Le professeur de mathématiques était ingénieur chimiste de profession et le professeur de littérature, Javad Fazel, un écrivain célèbre pour ses romans-feuilletons. Et c’est lui qui, le premier, encouragera Farzaneh à écrire en faisant publier un de ses poèmes en prose dans un magazine hebdomadaire.
Alors qu’il est en terminale au lycée Alborz, son professeur de philosophie, S. Goharine, grand spécialiste de Mowlavi, présente Farzaneh à Sadegh Hedayat, sans doute l’esprit le plus libre et le plus inspiré qu’il y eût alors en Iran. Cette rencontre décisive, qui débouchera sur une véritable initiation intellectuelle, ouvre à Féri Farzaneh l’accès à la modernité littéraire occidentale : Hedayat lui fait découvrir Kafka et Sartre, dont il avait traduit lui-même de nombreux textes, mais aussi Joyce, Virginia Woolf, Camus, Dos Passos et tant d’autres grands écrivains de l’entre-deux-guerres. Il n’est donc pas étonnant que, quand Farzaneh entreprend d’écrire, à vingt ans, son premier roman, qui est aussi son chef-d’œuvre, Les Quatre douleurs, il introduise pour la première fois dans la littérature persane le monologue intérieur, et s’affirme dès lors comme un novateur qui va encore plus loin que son maître. 
Après deux ans d’études à la faculté de Droit, tout en suivant les cours de français à l’Institut français (doté d’une riche bibliothèque) de Téhéran, il vient en 1950 à Paris, réalisant non seulement un rêve personnel, mais aussi celui de sa mère. Elle avait en effet précieusement conservé les bibelots rapportés par son propre père qui avait visité Paris en 1900, lors de l’Exposition universelle. 
Comme son père avait exigé qu’il continue ses études de Droit, il s’inscrit à la deuxième année de la Faculté de Droit de Paris, mais aussi à l’Institut d'ethnologie que lui avait conseillé Hedayat ; quelques mois plus tard, il retrouve celui-ci à Paris, mais pour peu de temps car, malheureusement, il se suicide en avril 1953.
Marié et père d’un enfant, afin d’écourter ses études, il profite des facilités qu’offrait l’Université de Toulouse pour les étudiants étrangers, il y obtient sa licence et après avoir passé les épreuves du doctorat, il reçoit une bourse du gouvernement français pour entrer à l’Institut des hautes études cinématographiques (IDHEC). Il s’installe alors en France, et devient réalisateur et producteur.  
Il publie d'abord aux éditions Phébus, en 1990, La Maison d'exil, roman onirique à la tonalité désespérée, puis trois ans plus tard, chez José Corti, les Rencontres avec Sadegh Hedayat, où il livre un portrait particulièrement vivant de celui qui, pour le public français, n'a été longtemps que l'auteur de La Chouette aveugle. Féri Farzaneh contribuera par la suite à faire connaître par ses traductions plusieurs autres œuvres importantes d'Hedayat (les récits contenus dans des recueils tels que Madame Alavieh ou L'Eau de jouvence ainsi que l'étude critique sur les chants d'Omar Khayyam).
En 1996, paraît aux éditions Austral la traduction française des Quatre Douleurs, reprise en 1998 aux éditions de l'Insomniaque. Les années suivantes, M.F. Farzaneh publie d'autres ouvrages en persan, dont un texte autobiographique, L'Araignée loquace, et des nouvelles comme Les Dents, Le Facteur, Le Destin, La Jeune fille et Azraël, où le fantastique se mêle à l'humour noir et à la satire.

## Œuvres littéraires

### Auteur
sous le nom M.-F. Farzaneh
- Les Quatre douleurs[3], roman, dont un chapitre fut corrigé par Sadegh Hedayat, 1949-1954. Interdit en Iran, aussi bien sous le régime Impérial que sous l’actuel régime. Publié en français aux éditions Austral, 1996, puis L'insomniaque, 1998.
- L’Éclipse, pièce de théâtre, 1955.
- Les Dents, recueil de nouvelles, Paris, 1986. Interdit en Iran. La nouvelle Les Dents est publiée en français dans le no 1024-1025 de la revue Europe, Paris, août-septembre 2014.
- Rencontres avec Sadegh Hedayat, 1988. Traduit en français par l'auteur en collaboration avec Frédéric Farzaneh et publié en 1993 aux éditions José Corti, Paris[4].
- La Maison d'exil[5], 1988, Publié en français sous le titre La Maison d’exil aux éditions Phébus, Paris, 1990.
- L’impasse, évocation de la vie de Morteza Keyvan, un intellectuel exemplaire, fusillé sous le régime du Shah, 1991.
- Faux et vrais, recueil de nouvelles, 1993. Interdites en Iran, publiées aux éditions Baran, Stockholm.
- L’Araignée loquace, récit, 1996. Interdit en Iran.
- Sadegh Hedayat dans la toile d’Araignée, biographie de cet écrivain. Publié en Iran et à Cologne, 2004.
- La langue rouge, recueil d’articles, 2008, éd. Baran, Stockholm.
- L’Araignée loquace, traduit du persan par l’auteur en collaboration avec Frédéric Farzaneh et Sara Saïdi B., préfacé par Joël Gayraud, 2014, Les éditions l’Harmattan, Paris. périodique
- Le Mariage d'Azraël ou la jeune fille et la mort[6], 2019, Edition L'Hermattan, Paris.

### Traductions

#### Traductions en français
- Les Chants d’Omar Khayam, De Sadegh Hedayat, publiés aux éditions de José Corti, 1993, avec Jean Malaplate.
- L’Eau de jouvence, avec Frédéric Farzaneh, 1996, Les deux nouvelles écrites en français par Hedayat ont été révisées par Joël Gayraud.
- Madame Alavieh, 1977, avec la collaboration de Joël Gayraud et Arthur Arrivant.

#### Traductions en persan
- Stephan Zweig, J.-P. Sartre, S. Freud, N. Gogol, Somerset Maugham, Maupassant, Baudelaire, Verlaine et plusieurs livres de la collection « Que sais-je ».

## Activités cinématographiques
sous le nom Féri Farzaneh

### Réalisateur
- Les Miniatures persanes, 1958, diplôme du festival de Venise, 1959.
- Cyrus le Grand, premier film iranien représenté au festival de Cannes, 1961.
- La Femme et l’animal, 1962, primé au festival de Locarno.
- Parisienne… Parisiennes, 1963, prime à la qualité.
- L’île de Khark, 1966, le premier et le dernier film qu’il ait réalisé en Iran.

### Producteur
- Administrateur de Fargo s.a. (courts métrages), Entre 1961 et 1969.
- PDG de Mithra Films s.a.  (longs métrages), Entre 1978 et 1983.

### Autres activités audio-visuelles
- Fondateur de la première école cinématographique en Iran, 1966.
- Cofondateur de la Télévision nationale de l’Iran, 1966-67.
- Professeur à la faculté des Beaux Arts de l’Université de Téhéran, 1968.

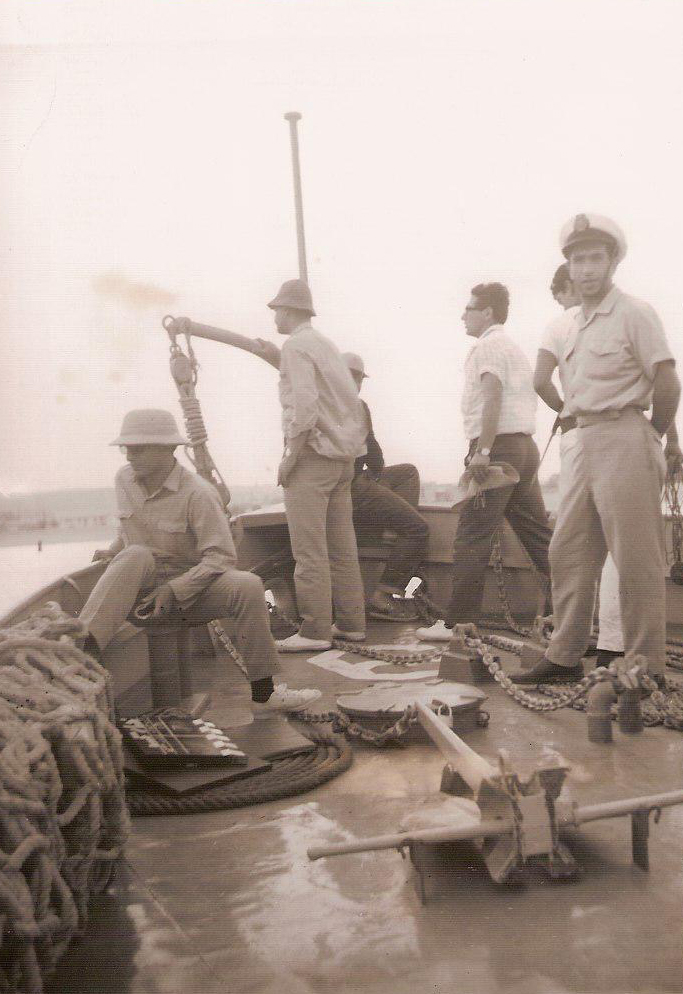
L’île de Khark
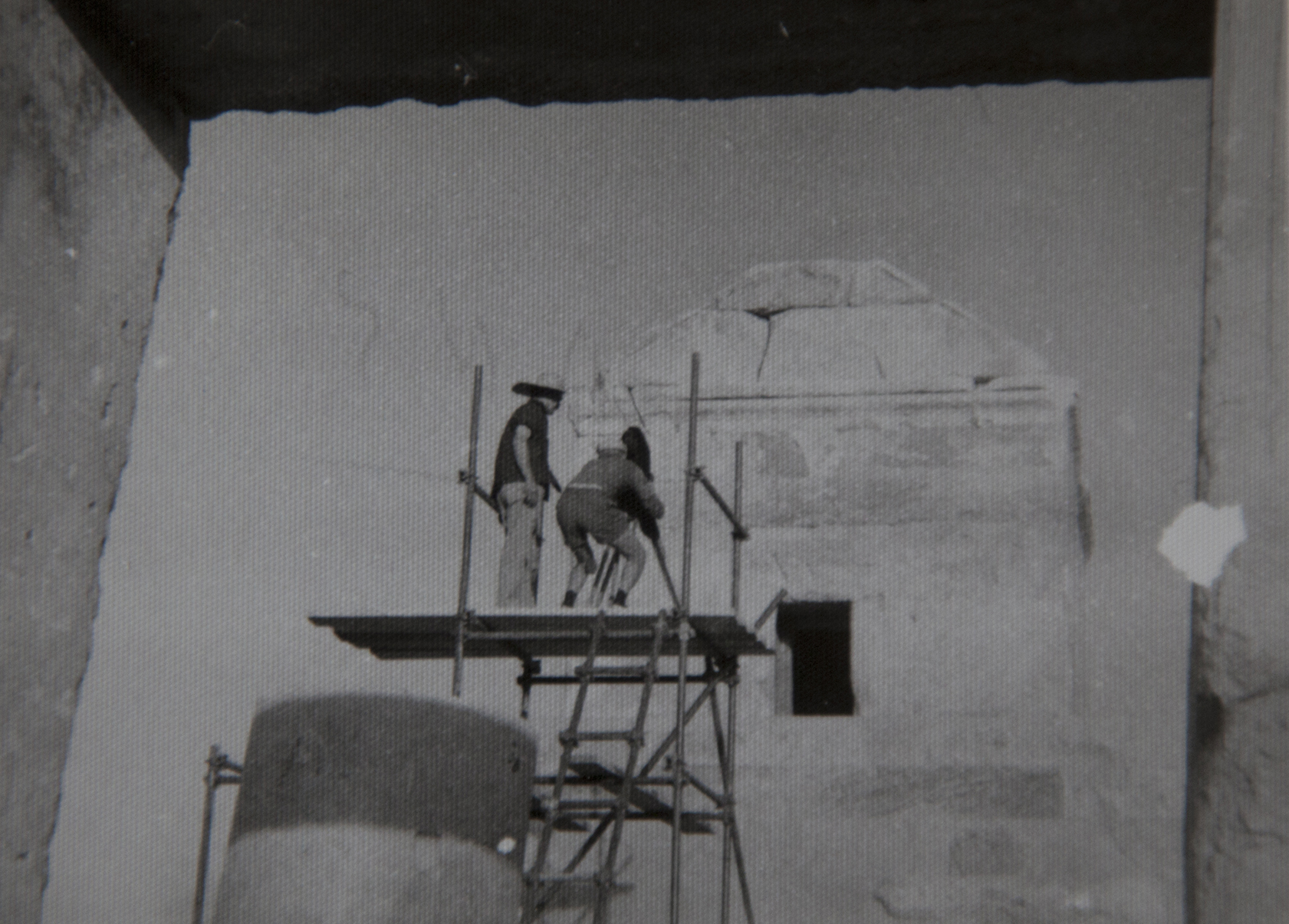
Tournage du film Cyrus le Grand en Iran (1961)
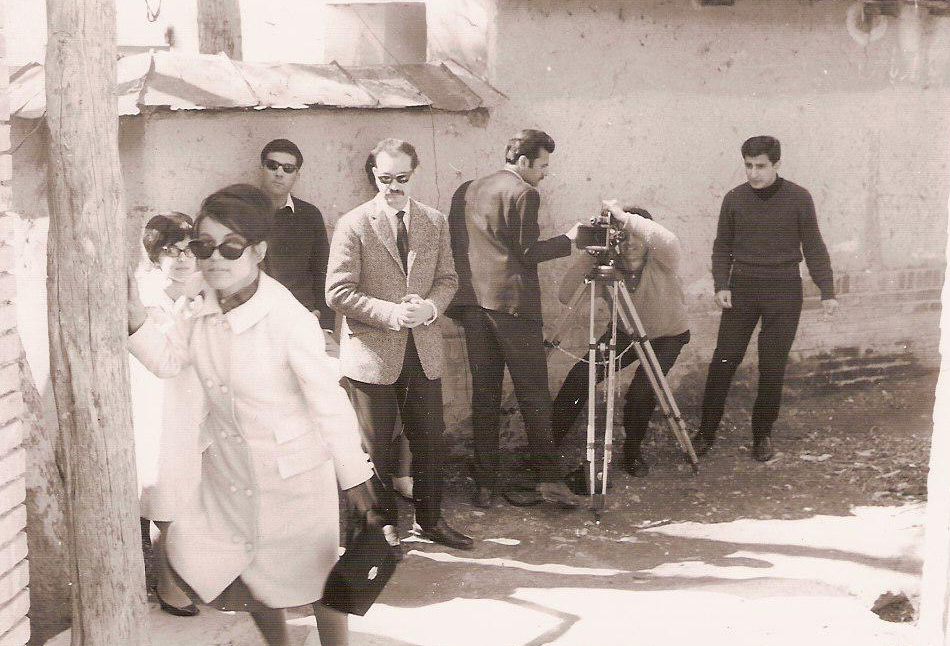
Tournage du film La Femme et l’animal (1962).
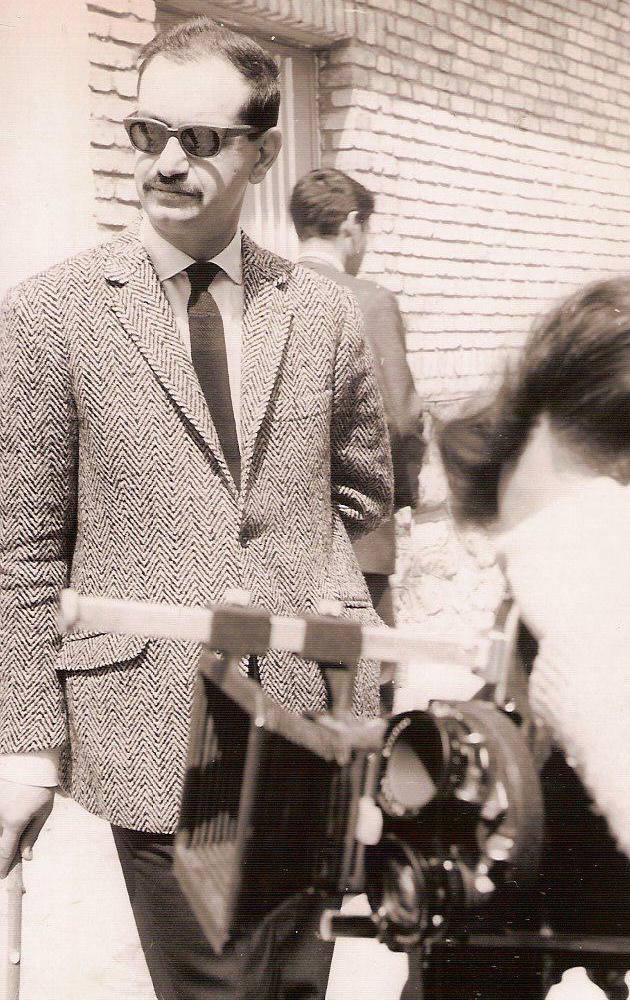
La Femme et l’animal
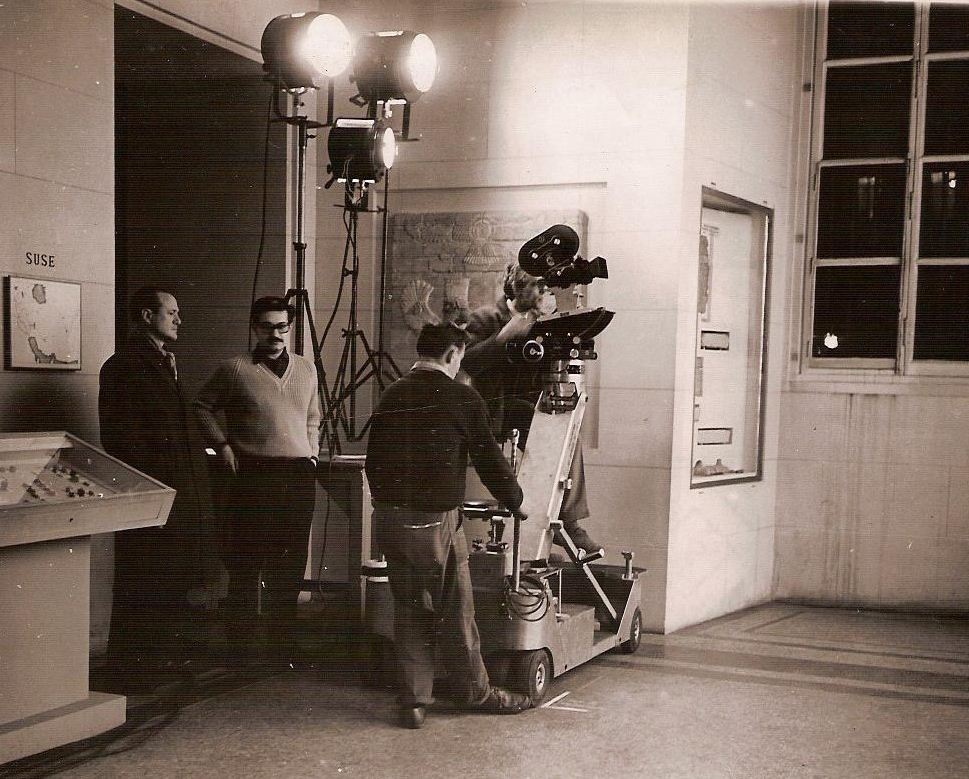
Tourage du film Cyrus le Grand au musée du Louvre en 1958.

## Autres activités
- Directeur et ensuite Directeur Général de la Bank Saderat Iran en France et dans les pays francophones d’Europe. Gérant de plusieurs SCI, 1969-1980,